# Brug Rijksweg 10-Joan Muyskenweg

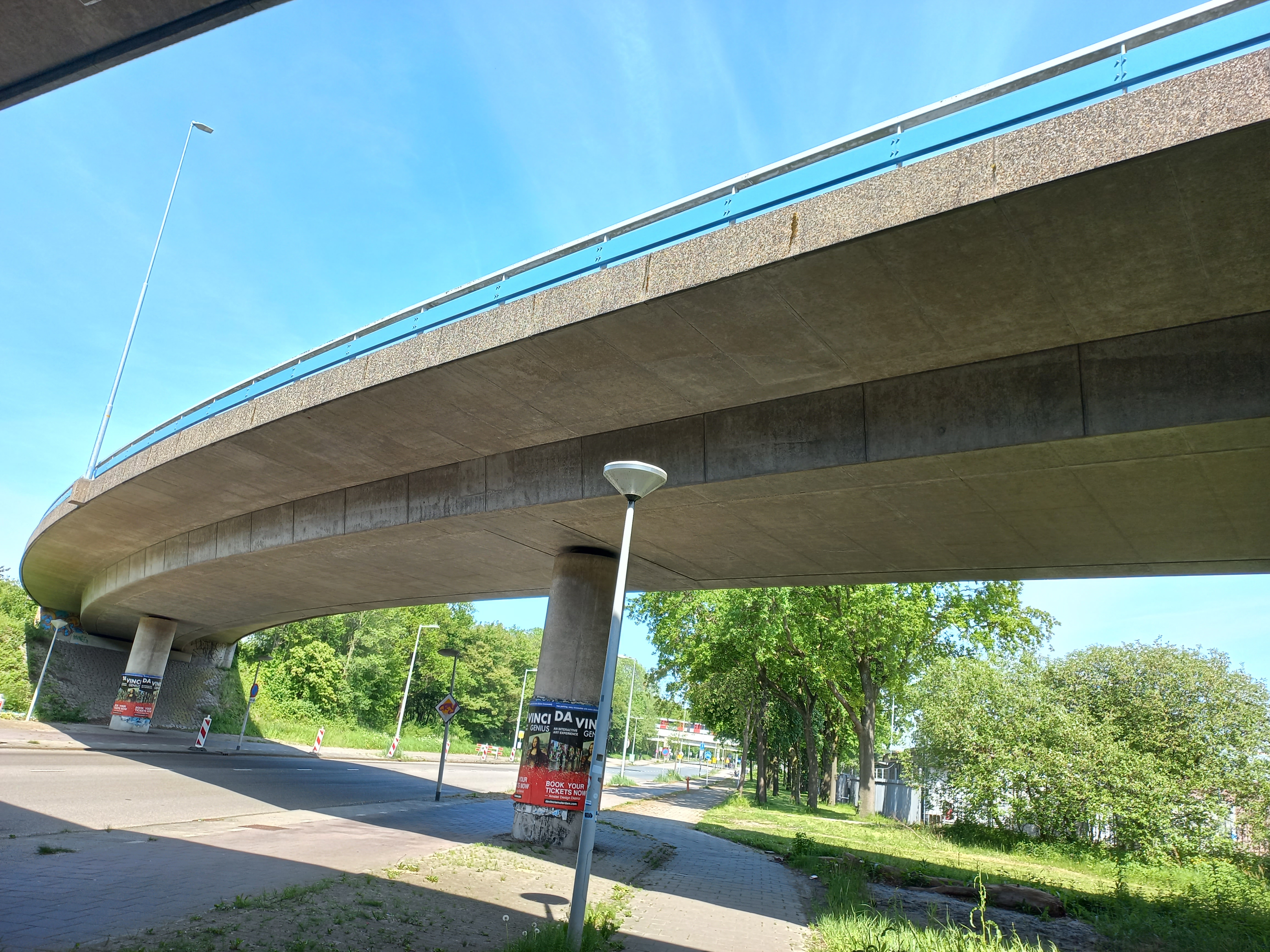
Noordelijkse viaduct naar A2 (mei 2024)

De Brug Rijksweg 10-Joan Muyskenweg is een viaductenstelsel in de gemeente Ouder-Amstel, kern Amsterdam-Duivendrecht. Ze is gelegen in de Rijksweg 10 (Ringweg Amsterdam) en voert over het Duivendrechtse gedeelte van de Joan Muyskenweg. Het ontwerp is van Rijkswaterstaat, gelijk aan het beheer.
Die Joan Muyskenweg was tot in de jaren tachtig een weg die van de bebouwde wereld naar een industriegebied leidde. Dat industriegebied werd al in de jaren zeventig volgebouwd, maar foto’s uit die tijd laten zien dat er een strook onbebouwd bleef, die later opgevuld werd met de Rijksweg 10.
Alhoewel al in 1977 besproken vonden de meeste werkzaamheden plaats in het midden van de jaren tachtig toen de Rijksweg 10, deel Ringweg-Zuid en Ringweg-Oost, doorgetrokken moest worden tussen de Rijksweg 2 en Rijksweg 1 richting de aanbouw zijnde Zeeburgertunnel. De omgeving had jarenlang tegen een zandvlakte aangekeken. In het genoemde deel moesten drie aansluitingen gebouwd worden: Johan Blookerweg, Gooiseweg en Middenweg. Uiteindelijk werd dit oostelijk traject in het najaar van 1990 in gebruik genomen.
De Joan Musykenweg en Rijksweg 10 kregen geen rechtstreekse aansluiting, er was door bebouwing geen ruimte. Bovendien lagen deze overspanningen dicht tegen Knooppunt Amstel aan. Het viaductenstelsel over de Joan Muyskenweg bestaat daarom uit vijf viaducten, van noord naar zuid:
- Afslag Rijksweg 10 naar de Nieuwe Utrechtseweg, Rijksweg 2 richting noorden;
- Afslag Rijksweg 10 naar de Nieuwe Utrechtseweg, Rijksweg 2 richting zuiden;
- de Rijksweg 10 richting westen
- de Rijksweg 10 richting oosten
- afslag Nieuwe Utrechtsweg, Rijksweg 2 naar Rijksweg 10 richting oosten.

Even ten westen van het stelsel steekt de Rijkweg 10 de Duivendrechtsevaart over.